# Гладенко Іван Микитович
Іва́н Мики́тович Гладе́нко (* 20 вересня 1915 Аннівка, тепер Ганнівка-Вирівська Білопільського району — † 1991) — український лікар-ветеринар радянських часів, доктор ветеринарних наук, 1966 — нагороджений орденом «Знак Пошани», 1968 — професор, 1973 — заслужений діяч науки УРСР, 1975 — академік ВАСГНІЛ, нагороджений медалями.

## Життєпис
1938 року закінчив Харківський ветеринарний інститут. 1941 року закінчив аспірантуру в Українському НДІ експериментальної ветеринарії. В 1941—1942 роках — ветеринарний лікар Галля-Аральського району Узбецької РСР, в 1942—1943 роках — виконувач обов'язків старшого наукового співробітника Всесоюзного інституту експериментальної ветеринарії, там залишився працювати.
В 1944—1945 — старший науковий співробітник, по тому — завідувач лабораторії, в 1945—1957 — завідувач відділу фармакології та токсикології.
З 1957 року по 1985 — директор Українського НДІ експериментальної ветеринарії, одночасно в 1964—1985 роках — завідувач лабораторії фармакології й токсикології цього інституту.
Його наукові праці присвячені питанням ветеринарної фармакології й токсикології, паразитарних та інфекційних захворювань, профілактики отруєнь тварин.
Розробив методи:
- токсикологічної оцінки отрутохімікатів,
- методи визначення гранично допустимих кількостей отрутохімікатів в продуктах тваринництва та кормах,
- досліджував вплив отрутохімікатів на організм тварин,
- зробив рекомендації та регламентування застосування пестицидів в рослинництві та тваринництві,
- запропонував нові методи боротьби з варроатозом бджіл,
- обґрунтував можливість застосування лікувальних аерозолів при хворобах тварин.

Загалом опубліковано близько 150 його наукових праць, зокрема:
- 1956 — «Профілактика отруєнь сільськогосподарських тварин», Київ, «Держсільгоспвидав», у співавторстві з В. О. Фортушним,
- 1975 — «Записна книжка ветеринарного працівника», Київ, «Урожай», у співавторстві з П. М. Діренком,
- 1979 — «Методичні рекомендації по профілактиці порушень обміну речовин у великої рогатої худоби при відгодовуванні буряковим жомом», УкрНДІ експериментальної ветеринарії, Харків, у співавторстві з А. А. Бугачевим.